# جایی که دست‌ها لمس می‌کنند
جایی که دست‌ها لمس می‌کنند (به انگلیسی: Where Hands Touch) فیلمی محصول سال ۲۰۱۸ و به کارگردانی آما آسانته است. در این فیلم بازیگرانی همچون آماندلا استنبرگ، جرج مکای، ابی کورنیش، کریستوفر اکلستون و تام سوئیت ایفای نقش کرده‌اند.